# Retortamonády
Retortamonády (Retortamonadida, také Retortamonadea) je řád jednobuněčných prvoků z říše Excavata. Někdy se řadí do kmene Fornicata, jindy do kmene Metamonada. K retortamonádám řadíme dva rody, Retortamonas a Chilomastix. Oba žijí v zadní části střeva živočichů. Poměrně významnými lidskými parazity jsou Retortamonas intestinalis a Chilomastix mesnili.

## Popis
Retortamonády mají čtyři bazální tělíska bičíků, jeden z bičíků je ohnutý do cytostómu a je navíc ploutvičkovitě rozšířen. Cytostom vyztužený fibrilami je velmi mohutný a tvoří výraznou prohlubeň na boku buňky. Celou buňku pak vyztužují zespodu mikrotubuly procházející celým tělem.